# Equipaggiamento moderno dell'esercito brasiliano
Quella che segue è una lista dell'equipaggiamento moderno dell'esercito brasiliano, comprensivo di armi da fuoco e veicoli di vario tipo e natura in dotazione alle forze armate brasiliane.

## Equipaggiamento della fanteria

### Pistole in servizio
| Modello            | Origine  | Calibro | Tipo                    | Utilizzo       | Foto |
| ------------------ | -------- | ------- | ----------------------- | -------------- | ---- |
| Taurus PT92        | Brasile  | 9x19mm  | Pistola semiautomatica  | Standard       |      |
| Imbel GC           | Brasile  | 9x19mm  | Pistola semiautomatica  | Standard       |      |
| Taurus TH9         | Brasile  | 9x19mm  | Pistola semiautomatica  | Standard       |      |
| Glock 17           | Austria  | 9x19mm  | Pistola semiautomatica  | Forze speciali |      |
| Glock 21           | Austria  | .45 ACP | Pistola semiautomartica | Forze speciali |      |
| Heckler & Koch USP | Germania | 9x19mm  | Pistola semiautomatica  | Forze speciali |      |

### Mitragliatrici leggere
| Modello                                | Origine        | Calibro | Tipo           | Utilizzo                       | Foto |
| -------------------------------------- | -------------- | ------- | -------------- | ------------------------------ | ---- |
| Taurus SMT-9                           | Brasile        | 9x19mm  | Mitragliatrice | Forze speciali e paracadutisti |      |
| Beretta M972/MT-12(derivata dalla M12) | Brasile Italia | 9x19mm  | Mitragliatrice | Standard                       |      |
| Heckler & Koch MP5                     | Germania       | 9x19mm  | Mitragliatrice | \                              |      |
| Heckler & Koch UMP                     | Germania       | 9x19mm  | Mitragliatrice | Forze speciali                 |      |
| Uzi                                    | Israele        | 9x19mm  | Mitragliatrice | Forze speciali                 |      |

### Fucili e carabine in servizio
| Modello              | Versione                                                           | Origine         | Calibro   | Tipo                   | Utilizzo                                    | Note                                          | Foto |
| -------------------- | ------------------------------------------------------------------ | --------------- | --------- | ---------------------- | ------------------------------------------- | --------------------------------------------- | ---- |
| IMBEL IA2            |                                                                    | Brasile         | 5,56x51mm | Fucile d'assalto       | Standard                                    | Ha sostituito ParaFAL e MD97                  |      |
| IMBEL ParaFAL        | M964; M964 MD1/MD2/MD3 M964A1; M964A1 MD1/MD2/MD3; M964A1 Pelopes; | Brasile Belgio  | 7.62x51mm | Fucile d'assalto       | Forze speciali                              | Derivato dal FN FAL, sostituito da IMBEL IA2. |      |
| IMBEL MD97           | -                                                                  | Brasile         | 5.56x45mm | Fucile d'assalto       | Standard                                    | Sostituito da IMBEL IA2.                      |      |
| Mosquefal M968       | -                                                                  | Brasile         | 7.62x51mm | Fucile d'addestramento | Addestramento e parata                      | Derivato dal Mauser Model 1908.               |      |
| Taurus T4            | -                                                                  | Brasile         | 5.56x45mm | Fucile d'assalto       | Standard                                    |                                               |      |
| Taurus Tavor TAR-21  | -                                                                  | Brasile Israele | 5.56x45mm | Fucile d'assalto       | Polizia di frontiera Forze speciali         |                                               |      |
| FAMAS                | -                                                                  | Francia         | 5.56x39mm | Fucile d'assalto       | Forze speciali                              |                                               |      |
| Heckler & Koch G36   | G36C; G36K                                                         | Germania        | 5.56x45mm | Carabina               | Polizia di frontiera Forze speciali         |                                               |      |
| Heckler & Koch HK416 | HK416                                                              | Germania        | 5.56x45mm | Fucile d'assalto       | Forze speciali e Brigate per guerra chimica |                                               |      |
| Heckler & Koch HK417 | HK417                                                              | Germania        | 7.62x51mm | Fucile d'assalto       | Forze speciali                              |                                               |      |

### Mitragliatrici
| Modello         | Versioni                                        | Origine     | Calibro                            | Tipo                                        | Utilizzo                                                                        | Quantità                             | Note                         | Foto |
| --------------- | ----------------------------------------------- | ----------- | ---------------------------------- | ------------------------------------------- | ------------------------------------------------------------------------------- | ------------------------------------ | ---------------------------- | ---- |
| FN Minimi MK2   | Minimi MK2; Minimi Special Purpose Weapon (SPW) | Belgio      | 5.56x45 mm; 7.62x45 mm             | Mitragliatrice leggera Mitragliatrice media | Forze armate e navali; Forze speciali e di polizia.                             | 399 versione standard; 38 Minimi SPW | Sostituisce la FN FALO 50.41 |      |
| FN MAG          | M971                                            | Belgio      | 7.62x51mm                          | Mitragliatrice media                        | Forze armate terrestri, aeronautica e marina; Forze speciali e forze di polizia | -                                    |                              |      |
| Rheinmetall MG3 |                                                 | Germania    | Mitragliatrici 7,62 mm             |                                             |                                                                                 |                                      |                              |      |
| Browning M2     |                                                 | Stati Uniti | Mitragliatrici pesante calibro .50 |                                             | Standard                                                                        |                                      |                              |      |
| Minigun         |                                                 | Stati Uniti | Mitragliatrici 7,62 mm             |                                             | Aviazione dell'esercito                                                         |                                      |                              |      |

### Armi anticarro
| Modello         | Versione             | Origine     | Costruttore                     | Servizio | Tipologia                 | Calibro | Gittata massima | Quantità                             | Note | Foto |
| --------------- | -------------------- | ----------- | ------------------------------- | -------- | ------------------------- | ------- | --------------- | ------------------------------------ | --- | ---- |
| Spike           | Spike-LR (LongRange) | Israele     | Rafael Advanced Defense Systems | 2021-    | Missile anticarro leggero | 130 mm  | 2.500-4.000 m   | 10 lanciatori 100 missili            | Ordinati dagli Stati Uniti nel novembre 2021, consegnati con simulatore e servizi di addestramento all'utilizzo per un costo totale intorno ai $19 milioni.                                                  |      |
| Carl Gustav     | M2 M3                | Svezia      | Saab Bofors Dynamics            | 1991-    | Cannone senza rinculo     | 84 mm   |                 | 150-300 lanciatori                   | |      |
| FGM-148 Javelin | -                    | Stati Uniti | Raytheon CompanyLockheed Martin | 2022-    | Missile anticarro         | 127 mm  |                 | 222 missili 33 lanciatori            | Ordinati dagli Stati Uniti nell'agosto 2022, assieme a simulatori d'addestramento e supporto tecnico per un costo totale intorno ai $74 milioni; consegna appaltata alla Raytheon Company e Lockheed Martin. |      |
| AT4             | AT4 CS               | Svezia      | Saab Bofors Dynamics            | 2000-    | Missile anticarro leggero | 84 mm   | 300-500 m       | 500                                  | Dovrebbe essere sostituito con l'IMBEL ALAC prodotto nazionale. |      |
| ALAC            | -                    | Brasile     | IMBEL                           | 2013-    | Missile anticarro leggero | 84 mm   |                 | 500-2.000                            | Dovrebbe sostituire il Saab AT4 CS, in quanto prodotto nazionale. |      |
| MSS-1.2         | -                    | Brasile     | SIATT                           | 2009-    | Missile anticarro         | 130 mm  | 3.200-4.000 m   | 60-400* lanciatori 360-2000* missili | Ciascun missile MSS-1.2 ha un costo unitario di $300.000. |      |
| ERYX            | -                    | Francia     | MBDA                            | 2000-    | Missile anticarro         | 136 mm  | 600 m           | 18 lanciatori                        | |      |
| MILAN           | -                    | Francia     | MBDA                            | 2000-    | Missile anticarro         | 103 mm  | 2.000 m         | 18 lanciatori 406 missili            | |      |

## Veicoli corazzati

### Carri armati da combattimento
| Modello    | Versione    | Origine     | Produttore                   | Servizio | Tipologia                     | Quantità                                     | Note                                                                | Foto |
| ---------- | ----------- | ----------- | ---------------------------- | -------- | ----------------------------- | -------------------------------------------- | ------------------------------------------------------------------- | ---- |
| Leopard 1  | 1A1BE 1A5BR | Germania    | KraussMaffeiOTO Melara       | 1997-    | Carro armato da combattimento | 348-378(220 modello 1A5BR,128 modello 1A1BE) | 50-100 modelli 1A5BR verranno rimodernati in attesa di un sostituto |      |
| M60 Patton | A3 TTS      | Stati Uniti | Chrysler Defense Engineering | 1997-    | Carro armato da combattimento | 91                                           | Pare ne siano attivi solamente 28.                                  |      |

### Veicoli cacciacarri
| Nome                    | Versione    | Origine        | Produttore              | Servizio | Quantità | Assegnazione | Note | Foto |
| ----------------------- | ----------- | -------------- | ----------------------- | -------- | -------- | --- | --- | ---- |
| Centauro II MGS 120/105 | VBC-CAV 8x8 | Italia Brasile | LeonardoIvecoOTO Melara | 2022-    | 98       | - 1ª Brigata di cavalleria meccanizzata - 4ª Brigata di cavalleria meccanizzata - 1ª Brigata di fanteria della giungla | Appalto assegnato nel novembre 2022, con fine consegna prevista per 2038 (qualora si decida di aumentare l'ordine a 221 modelli) |      |

### Veicoli corazzati da combattimento e trasporto truppe
| Nome                  | Modello                  | Origine        | Produttore           | Tipo                                                          | Servizio     | Quantitá                                                                                | Note | Foto |
| --------------------- | ------------------------ | -------------- | -------------------- | ------------------------------------------------------------- | ------------ | --------------------------------------------------------------------------------------- | --- | ---- |
| Iveco VBTP-MR Guarani | VBTP 6x6 VBCI 6x6        | Brasile Italia | Iveco America Latina | Veicolo trasporto truppe Veicolo da combattimento di fanteria | giugno 2012- | 615                                                                                     | Ordinati in totale 2.044, prima consegna nel 2012; sostituirà il EE-11 Urutu.                                          |      |
| EE-9 Cascavel         | EE-9 6x6                 | Brasile        | Engesa               | Veicolo corazzato da combattimento /ricognizione              | 1974-        | 600 (di cui 408 operativi)                                                              | 98 esemplari verranno ammodernati per allungare vita operativa di 15 anni, i restanti rimpiazzati dal Centauro II 8x8. |      |
| M113                  | M113A1 M113BR M113A2     | Stati Uniti    | FMC Corporation      | Veicolo trasporto truppe                                      |              | 198 M113A1386 M113BR12 M113A2                                                           | Sotto processo di ammodernamento da parte della BAE Systems al modello M113BR standard.                                |      |
| M577                  | M577A2                   | Stati Uniti    | FMC Corporation      | Carro comandoVeicolo trasporto truppe                         | 2015-        | 124                                                                                     | Versione derivata dal VTT M113.                                                                                        |      |
| AV-VBL                | AV-VBL 4x4               | Brasile        | Engesa               | Carro comando                                                 |              | 32                                                                                      | Veicolo di supporto all'artiglieria.                                                                                   |      |
| Iveco LMV             | LMV Lince 4x4 LMV BR 4x4 | Italia Brasile | Iveco                | Veicolo trasporto truppe                                      | 2019-        | 32                                                                                      | Prevista l'acquisizione di un totale di 186 unità, 144 unità ancora da ricevere.                                       |      |
| EE-11 Urutu           | E-11                     | Brasile        | Engesa               | Veicolo trasporto truppe                                      | 1973-2014    | 5 unità adoperate come ambulanze e veicoli usi speciali (129 unità sostituite nel 2022) | Sostituito dal VBTP-MR Guarani, attive poche unità in funzione di trasporto.                                           |      |

## Artiglieria

### rtiglieria lanciarazzi
| Nome   | Modello                                    | Origine | Produttore | Tipologia            | Munizionamento                                       | Servizio | Quantità            | Note                                                                                             | Foto |
| ------ | ------------------------------------------ | ------- | ---------- | -------------------- | ---------------------------------------------------- | -------- | ------------------- | ------------------------------------------------------------------------------------------------ | ---- |
| ASTROS | Astros II Mk3 Astros II Mk3M Astros II Mk6 | Brasile | Avibras    | Lanciarazzi multiplo | - 70 mm - 127 mm - 108 mm - 180 mm - 300 mm - 450 mm | 1983-    | 38 Mk318 Mk3M28 Mk6 | Nel 2020, compiuto programma decennale di ammodernamento ai modelli Mk3M e Mk6 per $659 milioni. |      |

### Semovente d'artiglieria
| Nome | Modello                 | Origine     | Produttore                         | Tipologia                             | Munizionamento                                         | Servizio | Quantità                         | Note | Foto |
| ---- | ----------------------- | ----------- | ---------------------------------- | ------------------------------------- | ------------------------------------------------------ | -------- | -------------------------------- | --- | ---- |
| M109 | M109A3 M109A5 M109A5+BR | Stati Uniti | Harsco CorporationBAE Systems Inc. | Semovente d'artiglieria               | 155 mm                                                 | 1999-    | 40 M109A3 96 M109A5 60 M109A5+BR | Le unità M109A3 sono state acquistate dal Belgio tra il 1999 e il 2001. Da 2018, le unità M109A3 e A5 in processo di ammodernamento a M109A5+BR appaltato a BAE Systems. |      |
| M992 | M992A2                  | Stati Uniti | BAE Systems Inc.                   | Veicolo da rifornimento d'artiglieria | Può trasportare munizionamento da 155 mm per gli M109. | 2018-    | 40                               | Acquistati direttamente dagli Stati Uniti e utilizzati in supporto agli M109. Assegnati alla 5ª Brigata di fanteria corazzata dell'Esercito brasiliano.                  |      |

### Obic e cannoni trainati
| Nome           | Origine     | Produttore               | Tipologia | Calibro | Gittata massima | Servizio | Quantità | Foto |
| -------------- | ----------- | ------------------------ | --------- | ------- | --------------- | -------- | -------- | ---- |
| M114           | Stati Uniti | Rock Island Arsenal      | Obice     | 155 mm  | 14.600 m        | 1990-    | 92       |      |
| L118 Light Gun | Regno Unito | BAE Systems Land Systems | Obice     | 105 mm  | 17.200 m        | 1995-    | 36-40    |      |
| Model 56       | Italia      | OTO Melara               | Obice     | 105 mm  | 10.600 m        | 1995-    | 80-100   |      |
| M101           | Stati Uniti | Rock Island Arsenal      | Obice     | 105 mm  | 11.270 m        | 1990-    | 320      |      |
| M102           | Stati Uniti | Rock Island Arsenal      | Obice     | 105 mm  | 11.500-15.100 m | 1990-    | 19       |      |

### Mortai
| Modello            | Origine | Produttore                          | Tipo            | Calibro | Gittata        | Servizio | Quantità | Note                                      | Foto |
| ------------------ | ------- | ----------------------------------- | --------------- | ------- | -------------- | -------- | -------- | ----------------------------------------- | ---- |
| M2 RAIADO          | Brasile | Arsenal de Guerra de Río de Janeiro | Mortaio         | 120 mm  | 6.500-13.000 m | 1949-    | 68-77    |                                           |      |
| MO-120-RT-61       | Francia | Brandt Thomson                      | Mortaio pesante | 120 mm  | 8.450-13.000 m | ?        | ?        | In fase di sostituzione con il M2 RAIADO. |      |
| M936 AGR           | Brasile |                                     | Mortaio         | 81 mm   |                |          | +1000    |                                           |      |
| M949 AGR 60mm      | Brasile |                                     | Mortaio         | 60 mm   |                |          | +1000    |                                           |      |
| M30 Morteiro 107mm | Brasile |                                     | Mortaio         | 107 mm  |                |          | +200     |                                           |      |

## Sistemi di difesa anti-aerea
| Nome                           | Origine  | Tipo              | Quantità | Foto |
| ------------------------------ | -------- | ----------------- | -------- | ---- |
| Flugabwehrkanonenpanzer Gepard | Germania | 30 - 35 mm        | 36       |      |
| Bofors L/60                    | Svezia   | 40 mm             | +100     |      |
| Bofors L/70                    | Svezia   | 40 mm             | 24       |      |
| Oerlikon GDF                   | Svizzera | 35 mm             | 38       |      |
| 9K38 Igla                      | Russia   | Missile portatile | 180+     |      |
| RBS-70                         | Svezia   | Missile portatile | 55+      |      |

## Veicoli non blindati

### Camion
| Veicolo                  | Modello                                                              | Produttore               | Luogo produzione | Servizio | Tipologia             | Quantità | Note                                                                            | Foto |
| ------------------------ | -------------------------------------------------------------------- | ------------------------ | ---------------- | -------- | --------------------- | -------- | ------------------------------------------------------------------------------- | ---- |
| Terex UAI M1-50 6×6      | -                                                                    | Terex do Brasil Limitada | Brasile          |          | Camion 6x6            | 85       | Utilizzato da alcuni battaglioni di artiglieria come mezzo di trasporto truppe. |      |
| Mercedes-Benz Atego      | Atego 1720A                                                          | Mercedes-Benz do Brasil  | Germania         |          | Camion 4x4            | 1.567    | Utilizzato dalla truppe di fanteria.                                            |      |
| Mercedes-Benz Accelo     | Accelo                                                               | Mercedes-Benz do Brasil  | Brasile          | ?        | Camion merci compatto | 62       | Utilizzato dai battaglioni di rifornimento.                                     |      |
| Volkswagen Worker        | Worker 26.260 6×4Worker 15.210 4×4Worker 13.180 4×2Worker 13.180 4×4 | MANVolkswagen            | Brasile          | 2007-    | Camion 4x4            | 1.460    | Utilizzo regolare.                                                              |      |
| Volkswagen Constellation | 24.250 6×231.320 6×4 Tank truck31.320 6×6 QT Heavy Truck             | MANVolkswagen            | Brasile          | 2014-    | Camion 6x2/6x4/6x6    | 890      | Utilizzo regolare.                                                              |      |
| Unimog                   | U100LU1300L                                                          | Daimler-Benz             | Germania         | ?        | Camion 4x4            | 138      | Utilizzato da reggimento di guerra elettronica e di artiglieria leggera.        |      |
| Ford Cargo               | Cargo 2629 6x4                                                       | Ford                     | Brasile          | ?        | Camion 6x4            | 600      | Utilizzo regolare.                                                              |      |
| Volvo N L10              | NL10                                                                 | Volvo                    | Svezia           | ?        | Trattore stradale     | 36       | Utilizzato da battaglioni di logistica e per trasporto materiali.               |      |

| Nome                | Origine            | Tipo           | Quantità | Foto |
| ------------------- | ------------------ | -------------- | -------- | ---- |
| Toyota Hilux        | Brasile/ Argentina | Multiuso       | 2000     |      |
| JPX Montez          | Brasile            | Multiuso       | 750      |      |
| Chivunk             | Brasile            | Multiuso       | 40       |      |
| Agrale Marruá       | Brasile            | Multiuso       | 3300     |      |
| Land Rover Defender | Regno Unito        | Multiuso       | 941      |      |
| Ford F-250          |                    | Multiuso       | 340      |      |
| Toyota Bandeirante  | Brasile            | Multiuso       | 926      |      |
| M35                 |                    | Camion 6x6     | 400      |      |
| Engesa EE-25/50     | Brasile            | Camion 6x6     | 60       |      |
| Mercedes-Benz Axor  |                    | Camion tractor | 200      |      |
| Iveco Trakker       | Italia             | Camion tractor | 154      |      |
|                     |                    |                |          |      |
| Comil Svelto        | Brasile            | Autobús        | 232      |      |